# شتيفان إيلساكنر
شتيفان إيلساكنر (بالألمانية: Stefan Ilsanker)‏ أو ستيفان (مواليد 18 مايو 1989) هو لاعب كرة قدم. يلعب مع منتخب النمسا لكرة القدم. سبق له أن لعب في بطولة أمم أوروبا لكرة القدم 2016 مع منتخب بلاده. محترف بالدوري الألماني ضمن صفوف فريق آينتراخت فرانكفورت.

## روابط خارجية
- شتيفان إيلساكنر على موقع الاتحاد الدولي (مؤرشف)  (الإنجليزية)
- شتيفان إيلساكنر على موقع الاتحاد الأوربي (الإنجليزية)
- شتيفان إيلساكنر على موقع قاعدة بيانات كرة القدم.إي يو (الإنجليزية)
- شتيفان إيلساكنر على موقع ناشيونال فوتبول تيمز (الإنجليزية)
- شتيفان إيلساكنر على موقع Soccerway.com (الإنجليزية)
- شتيفان إيلساكنر على موقع عالم كرة القدم.نت (الإنجليزية)
- شتيفان إيلساكنر على موقع AS.com (الإسبانية)